# Muasdale
Muasdale är en by på Kintyre, i Killean and Kilchenzie, Argyll and Bute, Skottland. Byn är belägen 5 km från Glenbarr. Orten hade 73 invånare år 1961.